# 反动度
反动度指在涡轮机械中，涡轮发动机的等熵焓降与级的等熵焓降之比，反应的是气体在动叶片内膨胀程度。反动度在涡轮发动机、压缩机以及渦輪機構等机械的应用中有重要的意义。
根据应用场合的不同，反动度有不同的表达式。在涡轮发动机中，无论是冲动式汽轮机还是反动式汽轮机，反动度是转子的等熵焓变和级的等熵焓变之比：
{\displaystyle R={\frac {\text{转 子 的 等 熵 焓 变}}{\text{级 的 等 熵 焓 变}}}}。
在燃氣渦輪發動機和压缩机中，反动度是动叶片的等熵热降与动叶片和静叶片等熵热降总和的比值：
{\displaystyle R={\frac {\text{动 叶 片 的 等 熵 热 降}}{\text{动 叶 片 + 静 叶 片 等 熵 热 降}}}}
在机械泵中，反动度是转子的静压升高与级的静压升高之比。
{\displaystyle R={\frac {\text{转 子 的 静 压 升 高}}{\text{级 的 静 压 升 高}}}}